# Michio Jimbō
Michio Jimbō (jap. 神保 道夫, Jimbō Michio; * 1951) ist ein japanischer Mathematiker, der sich mit mathematischer Physik beschäftigt.

## Leben
Jimbō studierte an der Universität Tokio (Abschluss 1974) und bei Mikio Satō am RIMS (Research Institute for Mathematical Sciences) in Kyōto. 1992 wurde er Professor an der Universität Kyōto und 2000 an seiner Alma Mater.
Jimbō beschäftigt sich mit integrablen Modellen der statistischen Mechanik und Quantenfeldtheorie und den dort auftauchenden algebraischen Strukturen wie Quantengruppen (im Zusammenhang mit der Yang-Baxter-Gleichung), die er unabhängig von Wladimir Drinfeld entdeckte und affinen Lie-Algebren (zum Beispiel in Solitongleichungen, die aufgrund unendlich vieler Erhaltungsgrößen exakt lösbar sind, in Zusammenarbeit mit Etsurō Date, Tetsuji Miwa und Masaki Kashiwara). Bei den Solitonengleichungen bauten sie dabei die direkte Methode von Ryōgo Hirota vom Anfang der 1970er Jahre aus. Mit Miwa und anderen untersuchte er auch die Rolle von Quantengruppen in lösbaren Gittermodellen und fand exakte Formeln für deren Korrelationsfunktionen. Mit Hitoshi Konno, Satoru Odake und Jun'ichi Shiraishi untersuchte er elliptische Quantengruppen.
Mit seinem Lehrer Mikio Satō und Tetsuji Miwa entdeckte er in den 1970er Jahren einen Zusammenhang mit Monodromie-erhaltenden Deformationen von linearen Differentialgleichungen und Korrelationsfunktionen im Isingmodell. Mit Miwa untersuchte er daraufhin allgemein isomonodrome Deformationen linearer Differentialgleichungen (schon Anfang des 20. Jahrhunderts von Ludwig Schlesinger und Richard Fuchs begonnen).
Er untersuchte auch exakt lösbare Spinketten und die damit verbundenen algebraischen Strukturen.
1987 erhielt er gemeinsam mit Tetsuji Miwa den Herbstpreis der Japanischen Mathematischen Gesellschaft und 1993 den Preis der Japanischen Akademie der Wissenschaften. 1990 war er Invited Speaker auf dem Internationalen Mathematikerkongress in Kyōto (Solvable lattice models and quantum groups). Für 2013 wurde ihm gemeinsam mit Miwa der Dannie-Heineman-Preis für mathematische Physik zugesprochen, für ihre grundlegenden Entwicklungen auf dem Gebiet integrabler Systeme und deren Korrelationsfunktionen in statistischer Mechanik und Quantenfeldtheorie, unter Verwendung von Quantengruppen, algebraischer Analysis und Deformationstheorie.

## Schriften
- mit Tetsuji Miwa, Etsurō Date: Solitons – differential equations, symmetries and infinite dimensional algebras. Cambridge University Press 2000, ISBN 0-521-56161-2
- mit Miwa: Algebraic analysis of solvable lattice models. American Mathematical Society 1993, ISBN 0-8218-0320-4
- Herausgeber: The Yang-Baxter Equation in integrable systems. World Scientific 1990
- A q-difference analogue of U(g) and the Yang-Baxter equation. In: Lett. Math. Phys., Band 10, 1985, S. 63–69